# Frazione (liturgia)

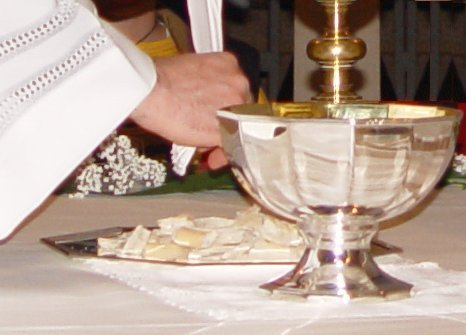
Fractio panis

La Frazione (dal latino fractio) è il terzo dei quattro gesti di Gesù nei riguardi del pane nell'Ultima Cena che vengono riprodotti nella celebrazione cristiana dell'eucaristia. I vangeli sinottici (Matteo 26,26, Marco 14,22 e Luca 21,19) dicono che Gesù prese il pane, lo benedisse, lo spezzò e lo diede. In corrispondenza, la messa di rito romano ha la preparazione dei doni, la consacrazione, la frazione e la comunione.
Il gesto della frazione era considerato nei tempi cristiani antichi così significativo da essere usato per indicare la celebrazione eucaristica nel suo complesso.
L'ordinamento generale del Messale Romano commenta: «Il gesto della frazione del pane, compiuto da Cristo nell'ultima Cena, che sin dal tempo apostolico ha dato il nome a tutta l'azione eucaristica, significa che i molti fedeli, nella Comunione dall'unico pane di vita, che è il Cristo morto e risorto per la salvezza del mondo, costituiscono un solo corpo (1 Corinzi 10,17)».

## Rito romano

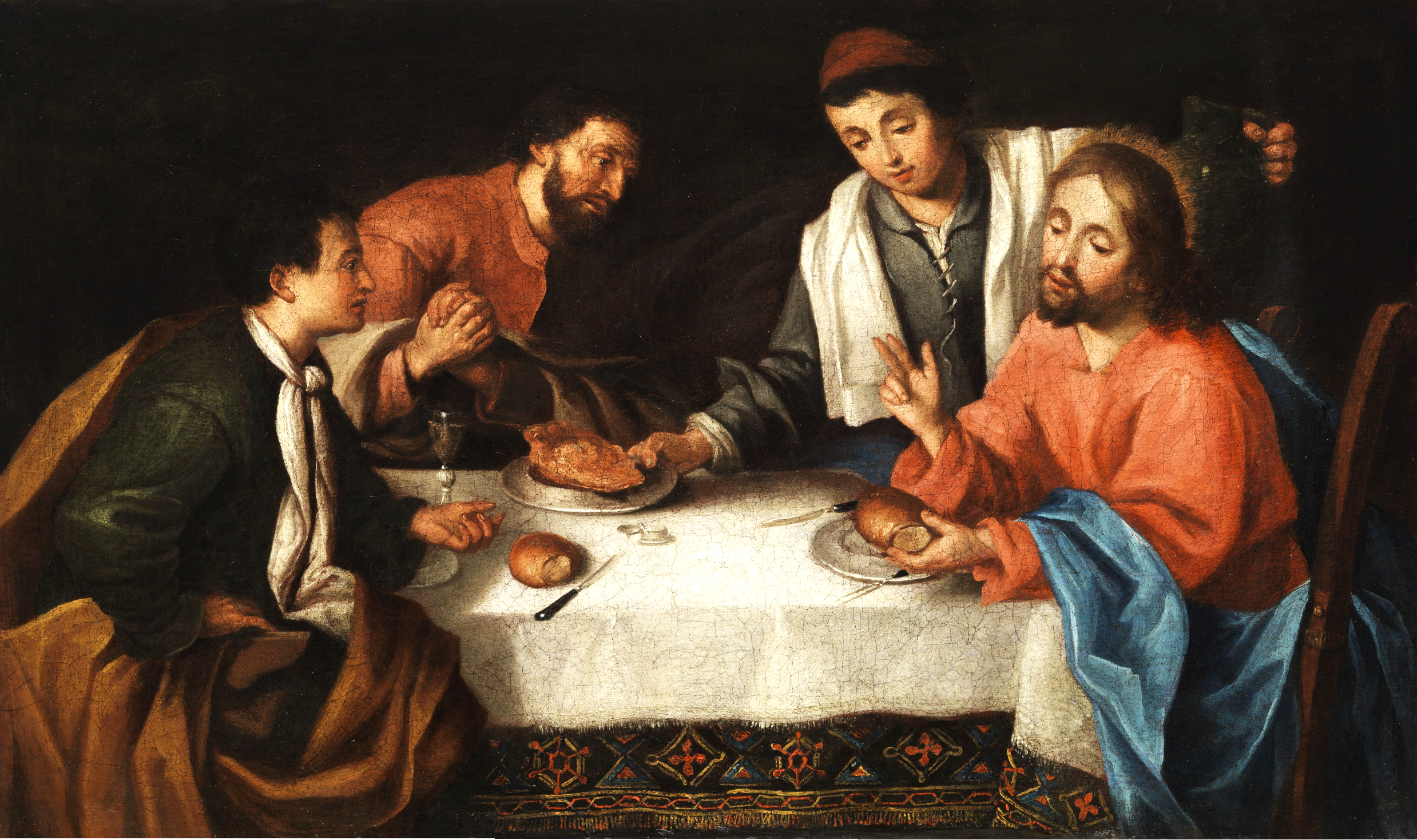
Cristo spezza il pane ad Emmaus. Dipinto di Pier Leone Ghezzi (1674-1755)

Per molti secoli il pane della messa romana era probabilmente quello normale (panis meus est usitatus), lievitato.
Tale pane lievitato si preparava forse in forma di corona o di disco, ma la forma più comune poteva essere quella di una pagnottella rotonda contrassegnata con una tacca a croce, per facilitarne la divisione. Negli affreschi delle catacombe il pane eucaristico è rappresentato come una pagnottella circolare con un taglio a croce, verso il V-VI secolo si diffuse anche in Occidente l'uso di oblate di forma rotonda notevolmente più spesse e più grandi delle attuali, come la prosfora (προσφορά, oblata) ancora in uso in oriente (vedi "rito bizantino" sotto). Il più antico stampo per ostie è quello rinvenuto a Djebeniana presso Sfax e risalente al VI secolo: misura 16 centimetri di diametro.

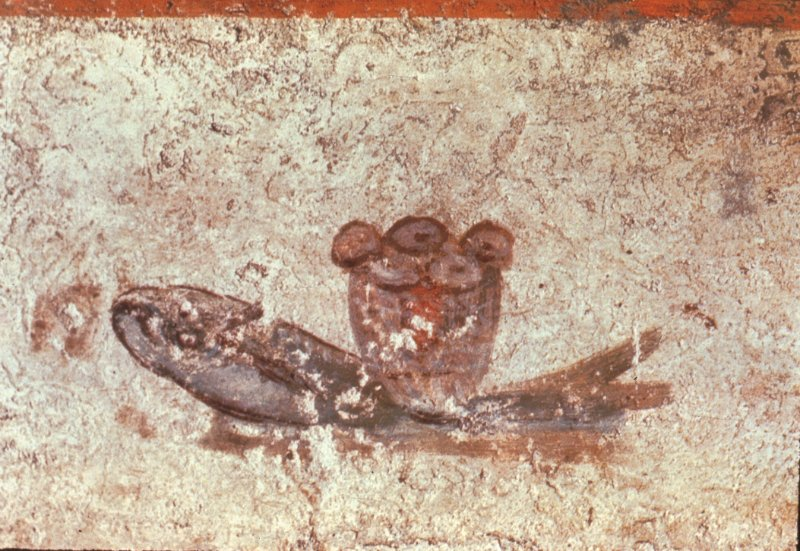
Affresco nelle Catacombe di San Callisto con pani rotondi, non piatti

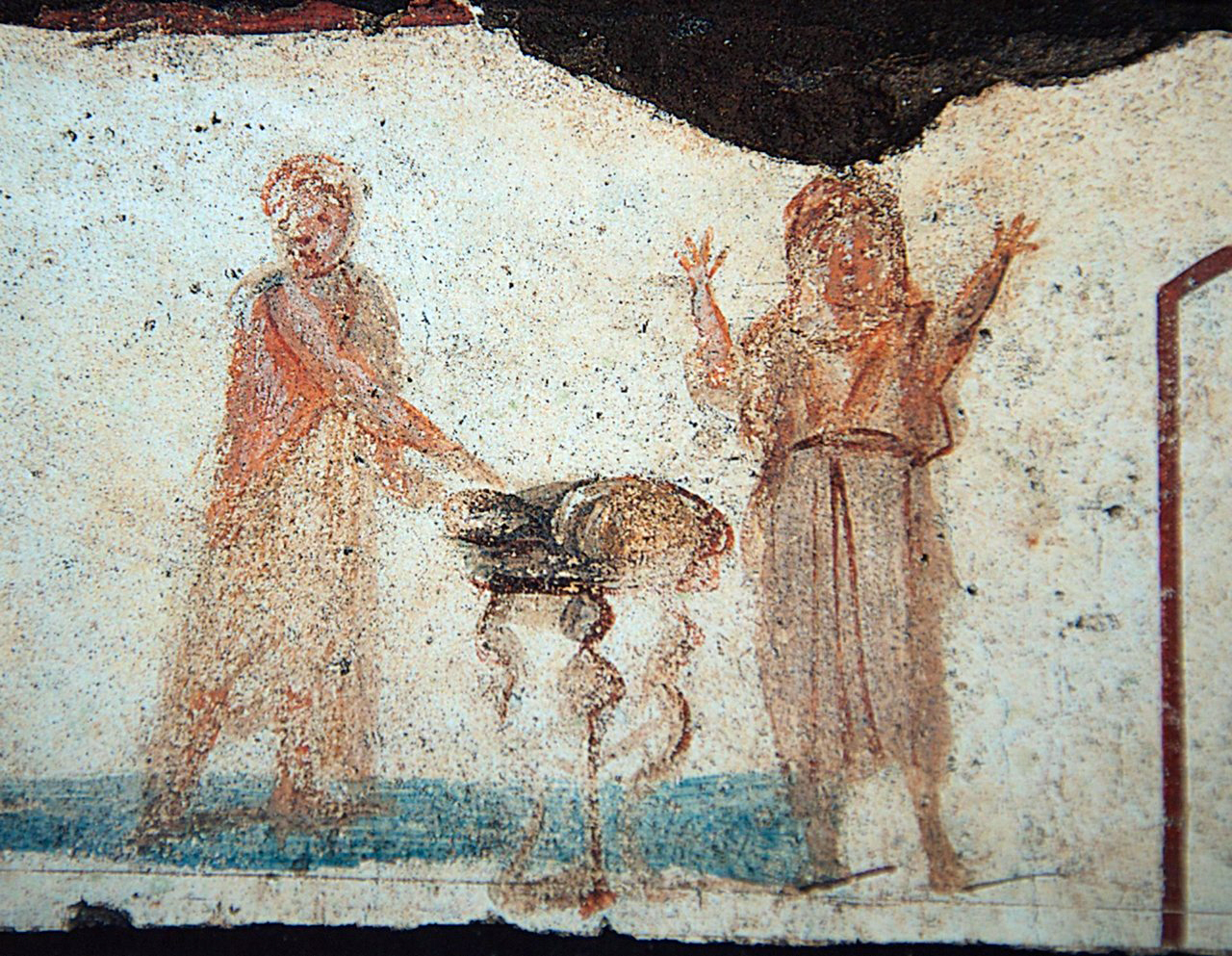
Un pesce e un pane su treppiede, con un consacrante (?) e un'orante

La prima menzione dell'uso in una parte dell'Occidente del pane azzimo nell'eucaristia è contenuta nella lettera Ad fratres Lugdunenses di Alcuino di York, risalente al 798. Reginald Maxwell Woolley nota che si può dubitare se Alcuino, che indica chiaramente che l'uso del pane lievitato era comunissimo, abbia considerato obbligatorio l'uso dell'azzimo. Woolley, come pure Paul Haffner, vede in Rabano Mauro, a metà del IX secolo, la prima indubbia affermazione dell'obbligatorietà del pane azzimo.
Quindi fu verso la fine dell'VIII secolo o nel IX secolo che si introdusse progressivamente in Occidente il pane azzimo, che diventò normativo nell'XI secolo. La nuova usanza fu accettata universalmente a Roma solo con l'accoglimento generale di usi dell'Europa settentrionale. Archdale Arthur King la chiama "un'ulteriore infiltrazione gallicana" nella liturgia romana. La forma delle ostie divenne definitiva verso il XII secolo, con la pasta azzima tagliata in modum denarii, nella forma di moneta.
Quando ancora si usava per l'eucaristia il pane lievitato, dividerlo in pezzi da distribuire per la comunione richiedeva molto tempo. Nelle messe con grande concorso di gente la frazione doveva essere affidata a molte mani: nelle messe stazionali il pontefice partecipava solo simbolicamente: "rumpit oblatam ex latere dextro. Affidava l'operazione ai presbiteri e ai diaconi, mentre egli preparava la lista dei presenti che stava invitando a pranzo.
La frazione si faceva immediatamente prima della distribuzione della comunione al canto dell'Agnus Dei: "Agnello di Dio, che togli i peccati del mondo, abbi pietà di noi". Tale invocazione, ripetuta tante volte finché si completava la frazione, fu introdotta nel 689 sotto papa Sergio I (687–701). Jacques Froger ipotizza che il papa abbia solo ordinato l'uso di tale canto al posto di un esistente canto variabile come il confractorium, usato ancora oggi alla frazione nel rito ambrosiano, opinione giudicata ammissibile anche da Robert Cabié, mentre Fernand Cabrol dichiara positivamente che "c'è stato sempre un canto della frazione a questo punto". Mario Righetti sostiene che i testi variabili da impiegare durante la frazione che si trovano in manoscritti romani antichi e sono indicati con la rubrica in fractione siano di origine gallicana o di origine tardiva, per cui prima di Sergio la frazione a Roma probabilmente si sarebbe eseguita in silenzio. Papa Sergio I decretò che il clero e il popolo cantassero questa litania durante la frazione, però già nel secolo seguente il canto veniva eseguito dalla schola cantorum, composta di chierici.
La prima attestazione della frazione spostata dalla comunione all'embolismo del Padre nostro è contenuta nell'Ordo officiorum lateranense del 1145, che descrive la Messa celebrata da un vescovo. John F. Sullivan fa risalire questo spostamento del momento della frazione in tutte le messe al XIV secolo. L'Agnus Dei quindi seguiva la frazione, nella quale il sacerdote divideva un solo pane azzimo, un'ostia, in due parti e staccava poi da una delle metà un frammento che, dopo avere fatto con esso tre volte sopra il calice il segno della croce, dicendo, "La pace del Signore sia sempre con voi" (nei secoli precedenti un saluto che dava inizio al rito del bacio della pace), lasciava cadere nel calice. Con la scomparsa del significato pratico della frazione, anche l'Agnus Dei mutò il proprio carattere, esso fu collegato anche allo scambio della pace per invocare la pace e, analogamente, a partire dall'XI secolo, l'ultima invocazione miserere nobis venne cambiata in dona nobis pacem.
Dopo il Concilio Vaticano II la frazione, nella Messa tridentina abbinata con l'embolismo, tornò ad essere eseguita al canto o alla recita dell'Agnus Dei: il sacerdote spezza il pane eucaristico, con l'aiuto, se è necessario, del diacono o di un concelebrante. Poi egli mette una parte dell'ostia nel calice, per significare l'unità del Corpo e del Sangue di Cristo nell'opera della salvezza, cioè del Corpo di Cristo Gesù vivente e glorioso.
La frazione del pane ha inizio dopo lo scambio di pace e deve essere compiuta con il necessario rispetto, senza però che si protragga oltre il tempo dovuto e le si attribuisca esagerata importanza. Questo rito è riservato al sacerdote e al diacono.
Concernente il pane da spezzare, la norma del rito romano è: «La natura di segno esige che la materia della celebrazione eucaristica si presenti veramente come cibo. Conviene quindi che il pane eucaristico, sebbene azzimo e confezionato nella forma tradizionale, sia fatto in modo che il sacerdote nella Messa celebrata con il popolo possa spezzare davvero l'ostia in più parti e distribuirle almeno ad alcuni dei fedeli. Le ostie piccole non sono comunque affatto escluse, quando il numero dei comunicandi, o altre ragioni pastorali lo esigano. Il gesto della frazione del pane, con cui l'Eucaristia veniva semplicemente designata nel tempo apostolico, manifesterà sempre più la forza e l'importanza del segno dell'unità di tutti in un unico pane e del segno della carità, per il fatto che un unico pane è distribuito tra i fratelli».

## Rito ambrosiano
Nel rito ambrosiano la frazione avviene immediatamente dopo la preghiera eucaristica e prima del Padre nostro, come in quasi tutte le liturgie sia orientali che occidentali, con eccezione della romana.
È accompagnata da un'antifona dal testo variabile chiamata confractorium o "allo spezzare del Pane".

## Rito bizantino

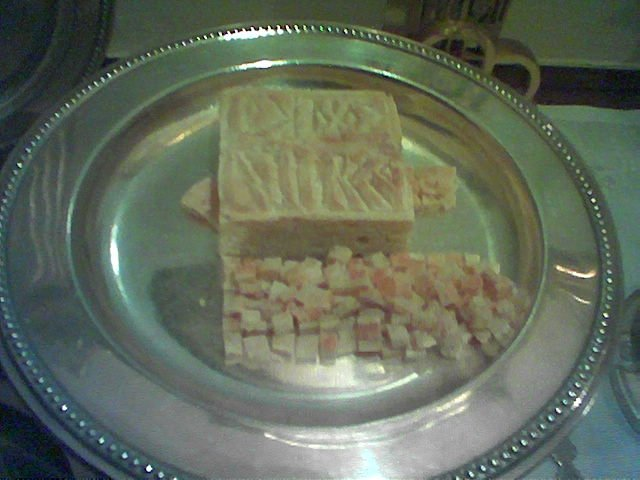
Disposizione previa sulla patena (diskos o diskarion) dell'Agnello (il cubo grande che sarà consacrato) e delle altre particelle della prosfora

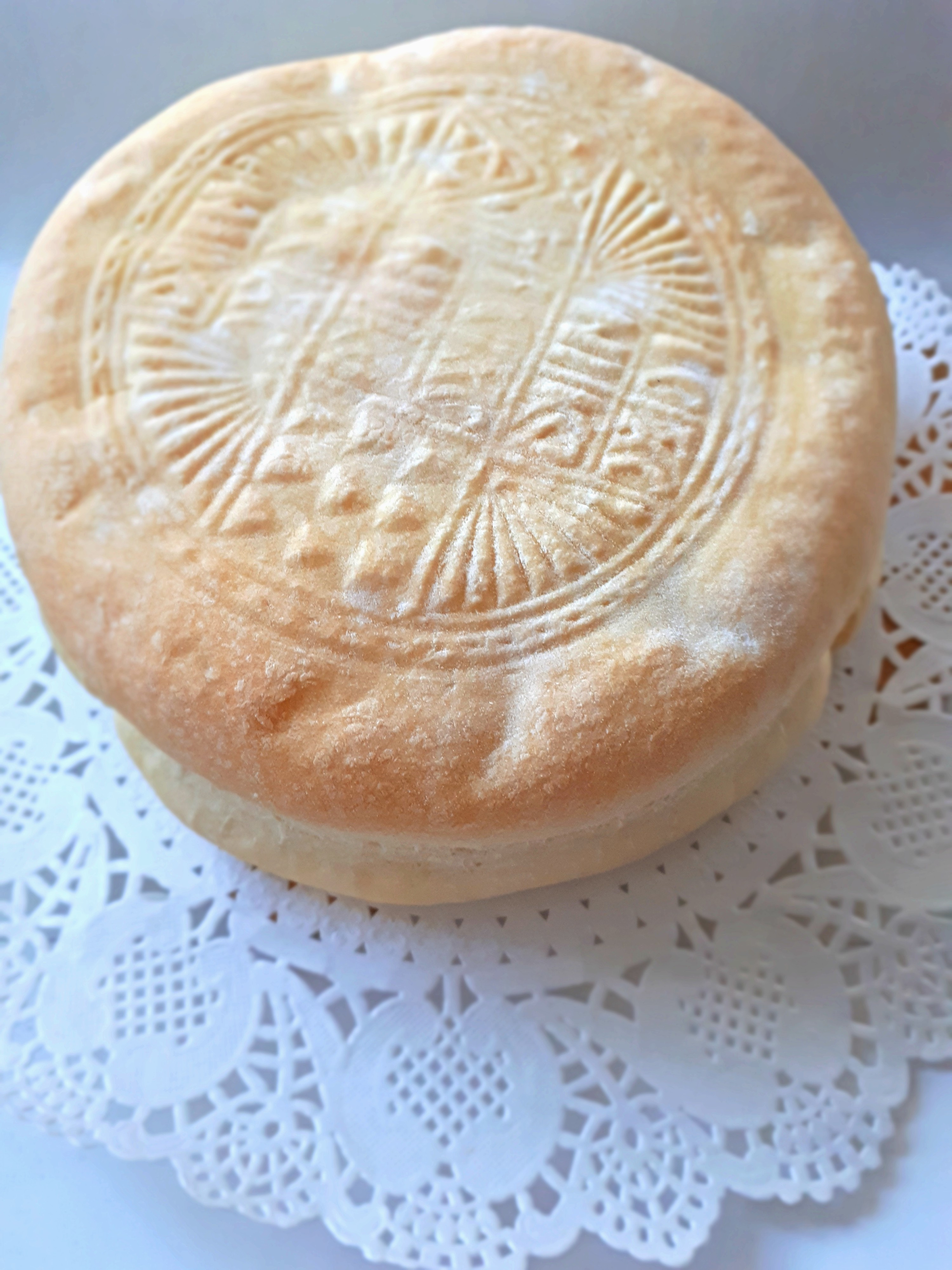
Una prosfora cotta

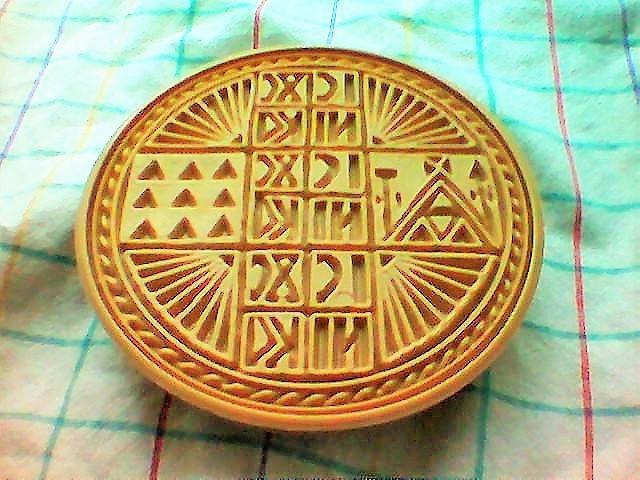
Sigillo per prosfore

Il pane per l'eucaristia del rito bizantino è sempre lievitato, cotto in forma di prosfora, pagnotta rotonda stampata con le lettere "IC XC NI-KA" (greco per "Gesù Cristo vince") negli angoli di una croce greca. Nella parte preparatoria della liturgia, non visibile ai fedeli, il sacerdote taglia fuori la parte della prosfora che porta questa stampa e che si chiamerà l'Agnello. Lascia intatta la crosta superiore dell'Agnello ma dal di sotto lo divide in quattro parti. Divide il resto della prosfora in particelle che dispone, con l'Agnello, sulla patena (in greco: δισκάριον o δίσκος, diskarion o diskos). Solo l'Agnello sarà consacrato nella liturgia.
Del pane consacrato (l'Agnello) si fa la frazione, come in tutte le liturgie meno la forma tridentina della romana, immediatamente prima della comunione. Il diacono dice al sacerdote: "Spezza, signore, il santo pane". Il sacerdote, spezzandolo con ogni attenzione e riverenza nelle quattro parti nelle quali è già diviso sotto la crosta, dice: "Si spezza e si spartisce l'Agnello di Dio: Egli è spezzato e non si divide, è sempre mangiato e mai si consuma, ma santifica coloro che ne partecipano". Quindi dispone i quattro pezzi trasversalmente sul bordo della patena. Su invito del diacono, "Riempi, Signore, il santo calice", prende il pezzo con le lettere "IC" e lo depone nel calice dicendo: "Pienezza dello Spirito Santo." La porzione con le lettere "XC", divisa ulteriormente, è usata per la comunione del clero. Le due porzioni "NI" e "KA" sono divise in piccoli pezzi e poste nel calice per la comunione del popolo. La porzione "IC" non viene utilizzata per la comunione, ma viene consumata dal diacono insieme agli altri elementi consacrati rimasti alla fine della liturgia.